# Bernd y Hilla Becher

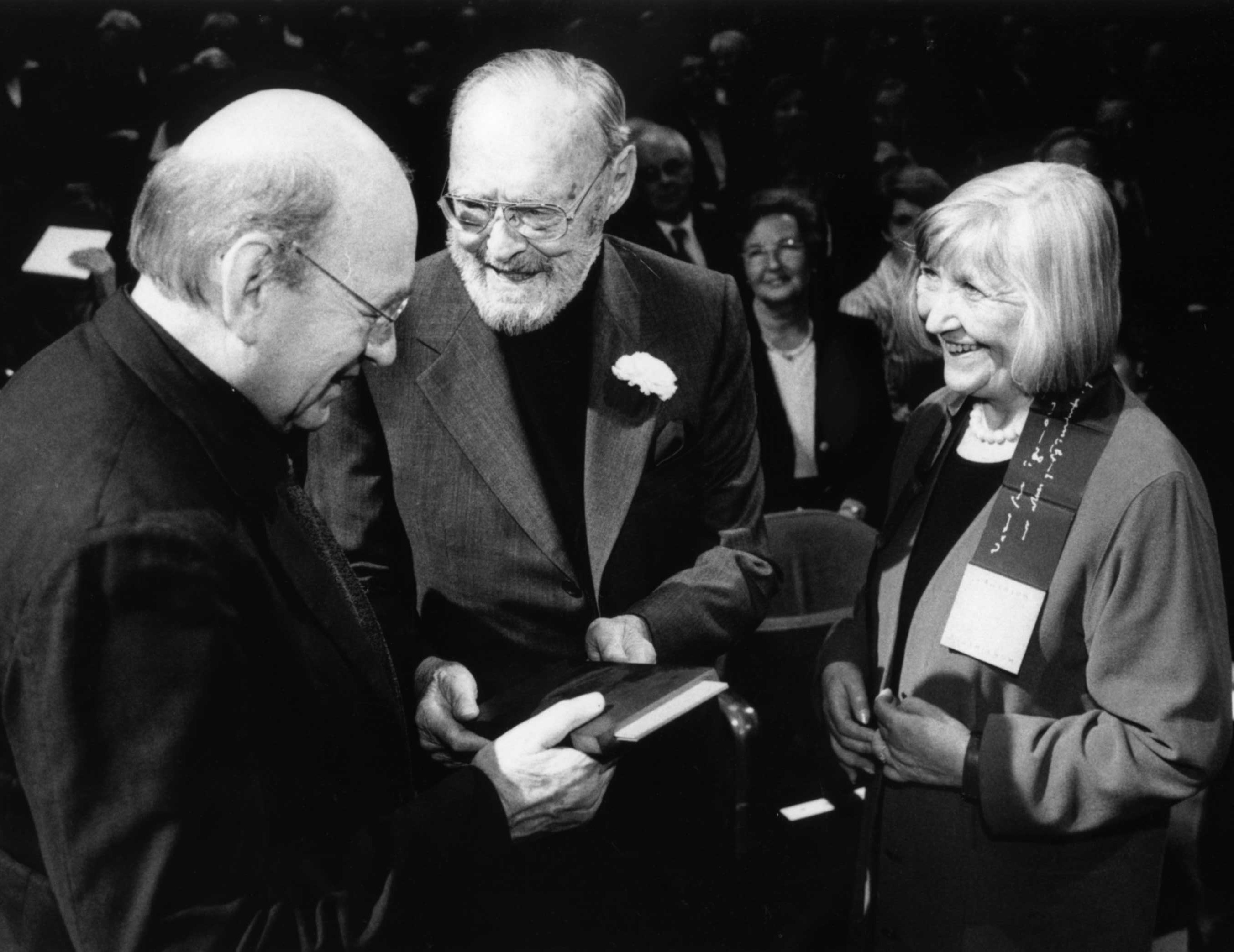
Bernd & Hilla Becher (Premio Erasmus 2002)

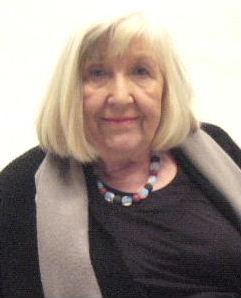
Hilla Becher (2011)

Bernd y Hilla Becher (Bernd (20 de agosto de 1931 – 22 de junio de 2007), Hilla (2 de septiembre de 1934 – 10 de octubre de 2015) fueron dos fotógrafos alemanes conocidos por sus series de imágenes edificios industriales examinando similitudes y diferencias en estructura y apariencia.

## Biografía
Bernd -Bernhard- y Hilla -nacida Hilla Wobeser- se conocieron como estudiantes de pintura en la Universidad de Düsseldorf, y se unieron en matrimonio en el año 1961. Su primera colaboración en fotografía fue en 1959 documentando la desaparecida arquitectura industrial. Su primera exposición fue en el año 1963 en la Galería Ruth Nohl (Siegen). Su trabajo mostraba la fascinación de ambos por la similitud con la que habían sido creados ciertos edificios. Las fotografías fueron realizadas desde diferentes puntos de vista con una cámara de gran formato, pero siempre en un plano perpendicular al objeto que retrataban. Las imágenes de los edificios con idéntica función fueron mostradas juntas invitando al público a comparar las formas y diseños. Estos edificios eran principalmente graneros, torres de agua, Silos de almacenamiento, castilletes de extracción o altos hornos.
Los Bechers fotografiaron estas series de edificios industriales siguiendo unas pautas muy definidas. Durante más de 50 años recorrieron plantas industriales de Alemania, Inglaterra, Bélgica, Francia o Estados Unidos. Todo su trabajo es en blanco y negro. Ellos mismos contaban que en el momento en el que aparecieron las primeras películas en color hicieron algunas pruebas sin convencerles lo más mínimo: “al fotografiar en color se extrae un tono que realmente no existe. El carácter escultural se presenta mejor con la utilización del blanco y negro”. Para tomar sus imágenes solían situar una cámara en un punto elevado y luego con una luz difusa (para no crear sombras) dejaban abierto el objetivo durante un largo tiempo de exposición, evitando de esa forma la aparición de la figura humana.
Su rigor llegaba a ser tan obsesivo que le transfería a sus escenas un carácter científico. Esto último es lo que creó cierta polémica sobre su rígida estética, que en principio solo fue valorada por ingenieros y arquitectos. Es justamente este rigor, el que, cuando visto no de manera aislada, sino una imagen detrás de otra, le confiere su verdadero valor, como "una lección de anatomía", consiguiendo obtener una abstracción realmente novedosa para la fotografía contemporánea.
Desde 1976 hasta 1996 Bernd fue profesor en la Academia de Bellas Artes de Düsseldorf. Recibieron numerosos premios, entre otros el León de Oro en la Bienal de Venecia de 1990, el Premio Erasmus en 2002, o el premio Hasselblad en el año 2004.
Bernd dio clase en la Academia de Arte de Düsseldorf y ha influenciado a numerosos estudiantes que harían más tarde fotografía industrial. Entre ellos encontramos a Andreas Gursky, Thomas Ruff, y Candida Höfer.